# Scopelodes
Scopelodes is een geslacht van vlinders van de familie slakrupsvlinders (Limacodidae), uit de onderfamilie Limacodinae.

## Soorten
- S. albipalpis Hering, 1931
- S. anthela Swinhoe, 1909
- S. contracta Walker, 1855
- S. dinawa Bethune-Baker, 1904
- S. exigua Swinhoe, 1916
- S. lutea Hering, 1931
- S. magnifica Hering, 1931
- S. nitens Bethune-Baker, 1904
- S. palpalis Walker, 1855
- S. pallivittata Snellen, 1886
- S. sericea Butler, 1880
- S. tantula Swinhoe, 1904
- S. testacea Butler, 1886
- S. unicolor Westwood, 1841
- S. ursina Butler, 1886
- S. venosa Walker, 1855
- S. vulpina Moore, 1879